# The Walking Dead: World Beyond
The Walking Dead: World Beyond este un serial TV american post-apocaliptic horror dramatic cu câteva episoade care a fost creat de Scott M. Gimple și Matthew Negrete și a avut premiera la 4 octombrie 2020 pe AMC. Este un serial spin-off al The Walking Dead, care a fost produs de Frank Darabont pe baza seriei omonime de benzi desenate din 2003 The Walking Dead care a fost creată de Robert Kirkman, Tony Moore și Charlie Adlard. Este al treilea serial de televiziune din franciza The Walking Dead. Seria World Beyond prezintă prima generație de copii care a crescut în timpul apocalipsei zombi. Primul sezon este format din 10 episoade.
În ianuarie 2020, alături de anunțul privind data premierei seriei, AMC a confirmat că seria va fi formată doar din două sezoane.

## Prezentare
Seria, care are loc în Nebraska la zece ani după apocalipsa zombi, prezintă patru protagoniști adolescenți și se concentrează pe „prima generație care crește în această apocalipsă așa cum o cunoaștem noi. Unii vor deveni eroi. Unii vor deveni ticăloși. Și la sfârșit, toți vor fi schimbați pentru totdeauna. Crescuți și întăriți în identitățile lor, atât bune cât și rele.”

## Distribuție

### Roluri principale
- Aliyah Royale - Iris Bennett, un elev inteligent de liceu și aspirant la poziția de om de știință.[5]
- Alexa Mansour - Hope Bennett, sora adoptată rebelă a lui Iris.[1][5]
- Hal Cumpston - Silas Plaskett, un adolescent timid care a fost transferat în Campus Colony după ce a comis o infracțiune violentă.[1][5]
- Nicolas Cantu - Elton Ortiz,  un tânăr analitic și intelectual de cincisprezece ani.v[5]
- Nico Tortorella - Felix Carlucci, ofițer de securitate la Campus Colony, care a fost dat afară din casă de tatăl său pentru că s-a dovedit a fi gay și care a fost apoi crescut de familia Bennett.[6]
- Annet Mahendru - Huck, ofițer de securitate la Campus Colony, care a fost lunetist al pușcașilor marini americani.[5]
- Julia Ormond - Elizabeth Kublek, locotenent-colonel al Republicii Civice Militare (Civic Republic Military, CRM).[7]

### Roluri secundare
- Joe Holt - Leo Bennett, tatăl lui Iris, om de știință care este deținut de CRM.[8]
- Christina Marie Karis - Kari Bennett, mama lui Iris care a fost ucisă de Amelia la începutul apocalipsei zombie.
- Al Calderon - Barca, un soldat al CRM.[7]
- Christina Brucato - Amelia Ortiz, mama însărcinată a lui Elton, care a ucis-o pe Kari la începutul apocalipsei zombie și apoi a fost ucisă de Hope.
- Natalie Gold - Lyla[7]
- Scott Adsit - Tony[7]
- Ted Sutherland - Percy[7]

## Episoade
| Nr. | Titlu                          | Regizat de       | Scris de                          | Data difuzării    | U.S. telespectatori (milioane) |
| --- | ------------------------------ | ---------------- | --------------------------------- | ----------------- | ------------------------------ |
| 1   | „Brave”                        | Magnus Martens   | Scott M. Gimple & Matthew Negrete | 4 octombrie 2020  | 1.60                           |
| 2   | „The Blaze of Gory”            | Magnus Martens   | Ben Sokolowski                    | 11 octombrie 2020 | 1.04                           |
| 3   | „The Tyger and the Lamb”       | Sharat Raju      | The Farahanis                     | 18 octombrie 2020 | 1.04                           |
| 4   | „The Wrong End of a Telescope” | Rachel Leiterman | Sinead Daly                       | 25 octombrie 2020 |                                |
| 5   | „Madman Across the Water”      |                  |                                   | 1 noiembrie 2020  |                                |
| 6   | „Shadow Puppets”               |                  |                                   | 8 noiembrie 2020  |                                |
| 7   | „Truth or Dare”                |                  |                                   | 15 noiembrie 2020 |                                |
| 8   | „The Sky Is a Graveyard”       |                  |                                   | 22 noiembrie 2020 |                                |
| 9   | „The Deepest Cut”              |                  |                                   | 29 noiembrie 2020 |                                |
| 10  | „In This Life”                 | Magnus Martens   |                                   | 6 decembrie 2020  |                                |

## Legături externe
- Site web oficial
- The Walking Dead: World Beyond la Internet Movie Database